# یواس‌اس پیترهاف (۱۸۶۳)
یواس‌اس پیترهاف (۱۸۶۳) (به انگلیسی: USS Peterhoff (1863)) یک کشتی بود که طول آن ۲۱۰ فوت (۶۴ متر) بود. این کشتی در سال ۱۸۵۰ ساخته شد.